# Якубув Андрій Євгенійович
Андрій Якубув (також значиться кат. як Андреу Якубув-Трембач, Якубув-Завіський) — адвокат, перекладач, громадський діяч та державний службовець в Іспанії українського походження.

## Життєпис
Народився 2 червня 1995 року в Дрогобичі. Має польське та лемківське коріння. Постійно проживає в Іспанії з 2003 року.
Випускник юридичного факультету Університету Валенсії, має другий диплом бакалавра в галузі політичних наук і державного управління. 
На хвилі Євромайдану, долучився до молодіжного активізму в середовищі української діаспори у таких сферах як громадська журналістика (зокрема через власне видання «Надсегурська Україна»), українські студії (викладання університетських курсів з основ української мови та культури, заснування осередку «Українське товариство Університету Валенсії», популяризація іспанізму Івана Франка) та волонтерство. У 2016 році, в рамках VI Всесвітнього Форум Українців, виступив у якості ведучого концертного заходу діаспори в Національній опері за участі Президента України Петра Порошенка.
У 2021-2022 роках — перший віце-президент Світового конгресу українських молодіжних організацій. У цій якості, на День молоді 2022 року, виступив від імені діаспори на зустрічі Глави держави Володимира Зеленського з активною молоддю.
Серед іспанської громадської діяльності, у 2018-2023 роках — представляв молодь Валенсійської автономії в громадській раді регіональної корпорації суспільного телерадіомовлення, просунувши там зміну написання валенсійською мовою українською столиці з Kiev на Kíiv. З 2018 року — очолює «Інститут 9 Травня», який пролобіював у Валенсійському парламенті визнання Голодомору геноцидом, а в Україні — зміну дати відзначення Дня Європи.
У 2020 році — набув статусу адвоката при Валенсійській колегії адвокатів. Під час міграційної кризи внаслідок російсько-української війни, був представником Національної асоціації адвокатів України в Іспанії.
У січні 2024 року — поступив на іспанську державну службу за відбором спеціалістів юридичного перекладу. 27 травня 2024 року перекладав під час візиту Президента України Володимира Зеленського до Мадриду.   

## Нагороди
- Почесна грамота Кабінету міністрів України (2015) — «за вагомий особистий внесок у забезпечення розвитку української культури, сумлінну працю та високий професіоналізм».
- Подяка Міністра культури України (2014) — «за внесок у збереження історичної пам’яті народу, його національної свідомості та самобутності»[13].